# Carlos Eduardo Vargas
Carlos Eduardo Vargas (Santa Cruz de la Sierra, Bolivia, 26 de febrero de 1987) es un exfutbolista boliviano. Jugaba de delantero. 

## Clubes
| Club                   | País    | Año         |
| ---------------------- | ------- | ----------- |
| Destroyers             | Bolivia | 2005 - 2007 |
| La Paz FC              | Bolivia | 2008 - 2010 |
| San José               | Bolivia | 2011        |
| Nacional Potosí        | Bolivia | 2011        |
| Wilstermann            | Bolivia | 2012        |
| Universitario de Sucre | Bolivia | 2012        |
| Sport Boys Warnes      | Bolivia | 2013        |
| San José               | Bolivia | 2013 - 2014 |
| Wilstermann            | Bolivia | 2014 - 2015 |
| Real Potosí            | Bolivia | 2015        |
| Sport Boys             | Bolivia | 2016 - 2017 |
| Universitario de Sucre | Bolivia | 2017- 2018  |

### Hat-tricks en su carrera
| 1 | 25 de mayo de 2014 | Estadio Jesús Bermúdez, Oruro | San José - Guabira |  | 7 - 0 | Torneo Clausura 2014 |